# 中浜 (京丹後市)
中浜（なかはま）は、京都府京丹後市丹後町の地名。大字としての名称は丹後町中浜（たんごちょうなかはま）。日本海に面しており、宇川地域に含まれる。2014年（平成26年）7月31日時点の世帯数は164世帯、人口は355人。

## 地理

### 集落周辺の地理
丹後町の北東部にあり、北は日本海に面している。西は久僧と、東は尾和と接している。
集落の北東には日本海に向かって友ケ鼻の岩礁が突き出しており、北西には大島の岩礁が突き出している。浜辺と段丘の間に集落が形成されており、背後の段丘上は水田または畑地となっているが、背後の段丘上の水田や畑地は隣接する久僧の土地である。

### 集落内の地理
集落内には海岸線と並行して中通りと呼ばれる道路が通っており、さらに沿岸には浜通りと呼ばれる道路が通っている。集落の南側には東西に国道178号が通っている。
戦後に上水道が整備されるまで、集落内にある共同の井戸（イケ）が唯一の水源だった。イケは集落南側の崖下にあり、東のイケ、中のイケ、西のイケの3か所がある。東のイケは宝暦年間（1751年～1764年）の絵図には既に描かれており、中のイケと西のイケは明治時代初頭に設置されたと考えられる。イケは防火水槽も兼ねており、今日でも野菜を洗うためなどに利用されている。類似の井戸は袖志、伊根、蒲入などにもみられる。

### 地名の由来

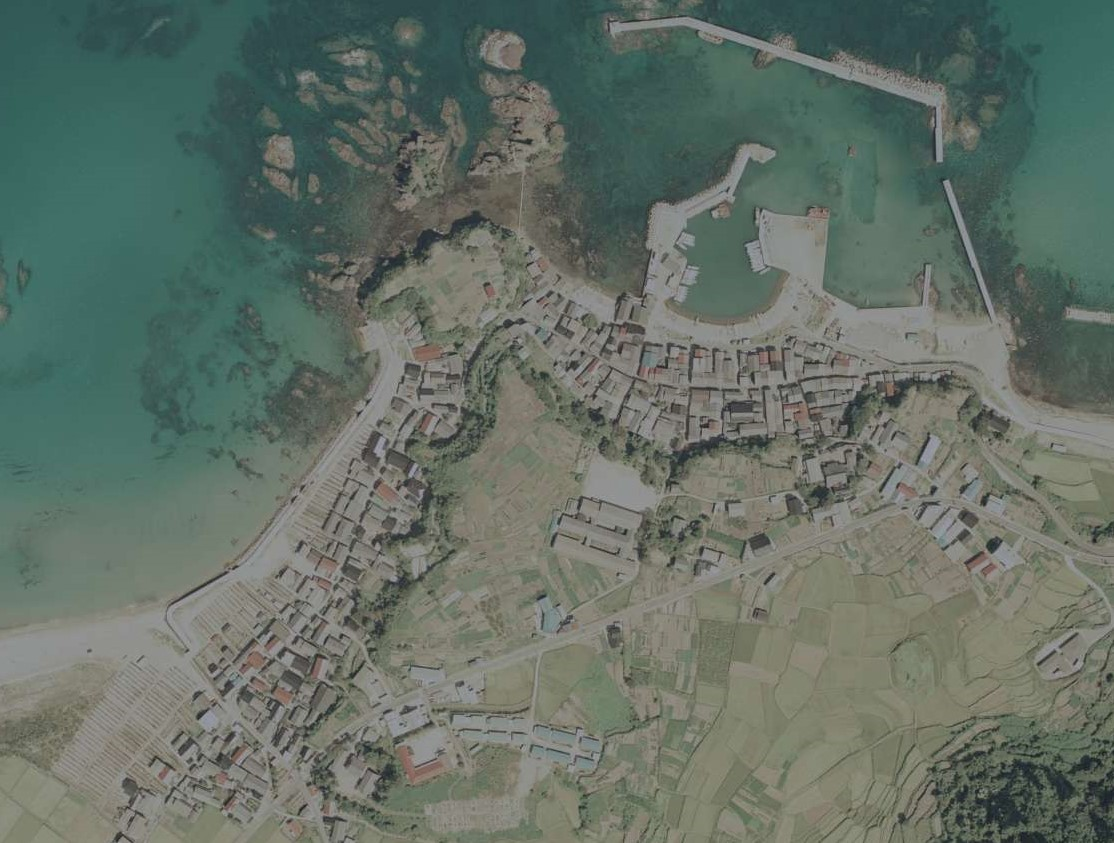
久僧（中央より左）と中浜（中央より右）

中浜という地名の由来には諸説あり、袖志浜と久僧浜の中央にあるためとする説などがある。中浜には花光という姓の家が多いが、花光姓は若狭国から移り住んだ漁師の子孫とされる。

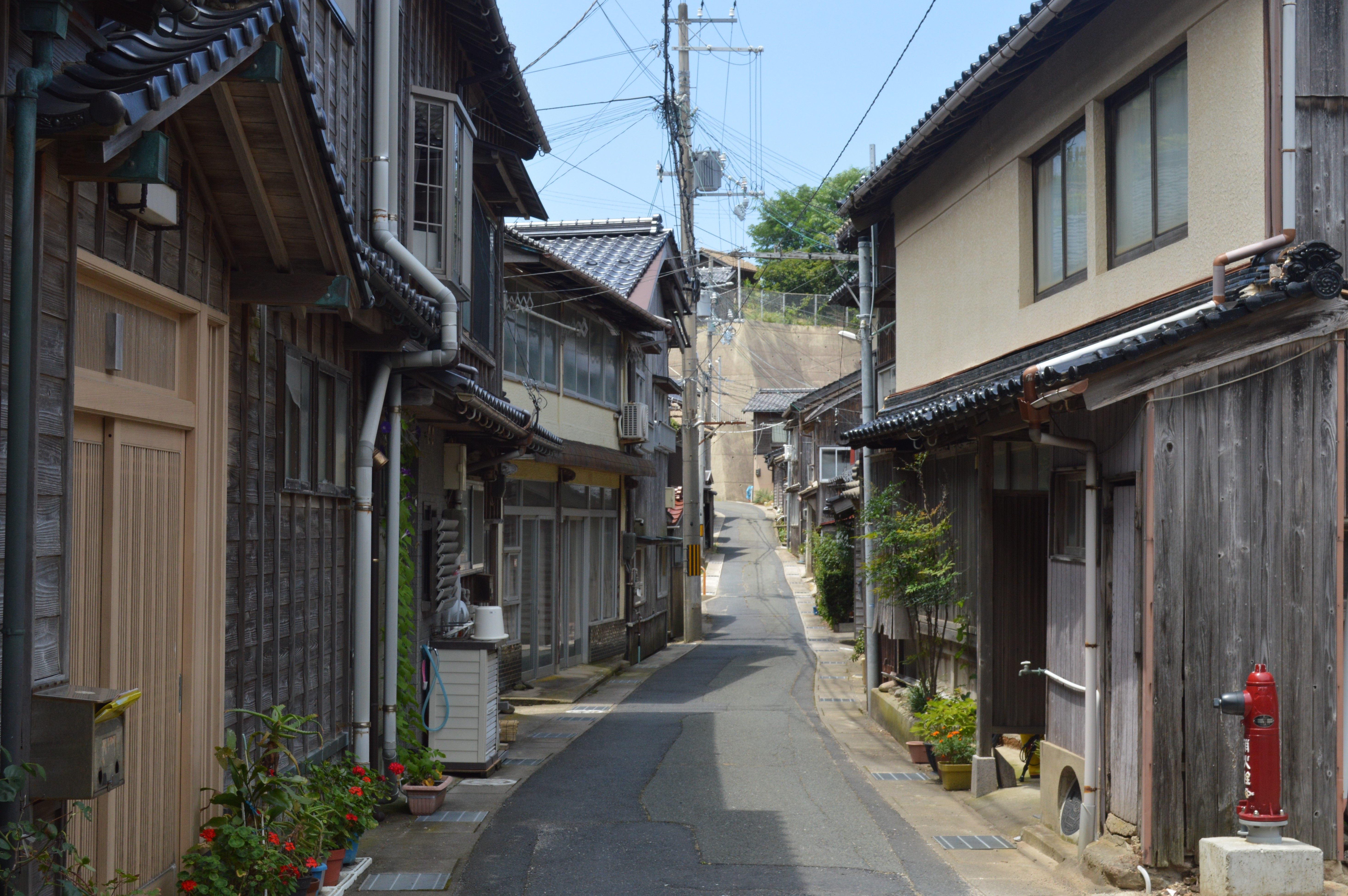
集落内の道路
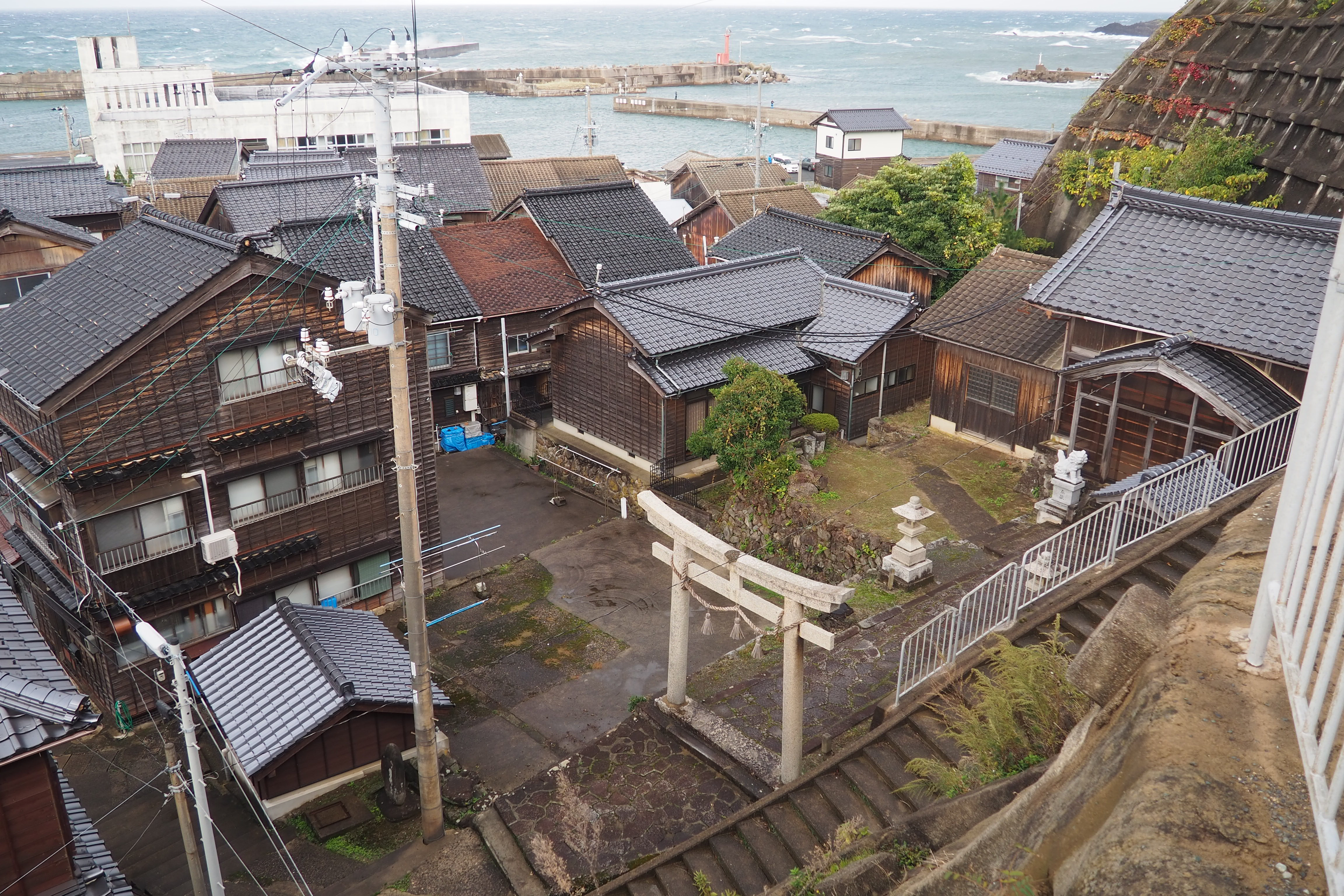
背後の段丘上から見た集落
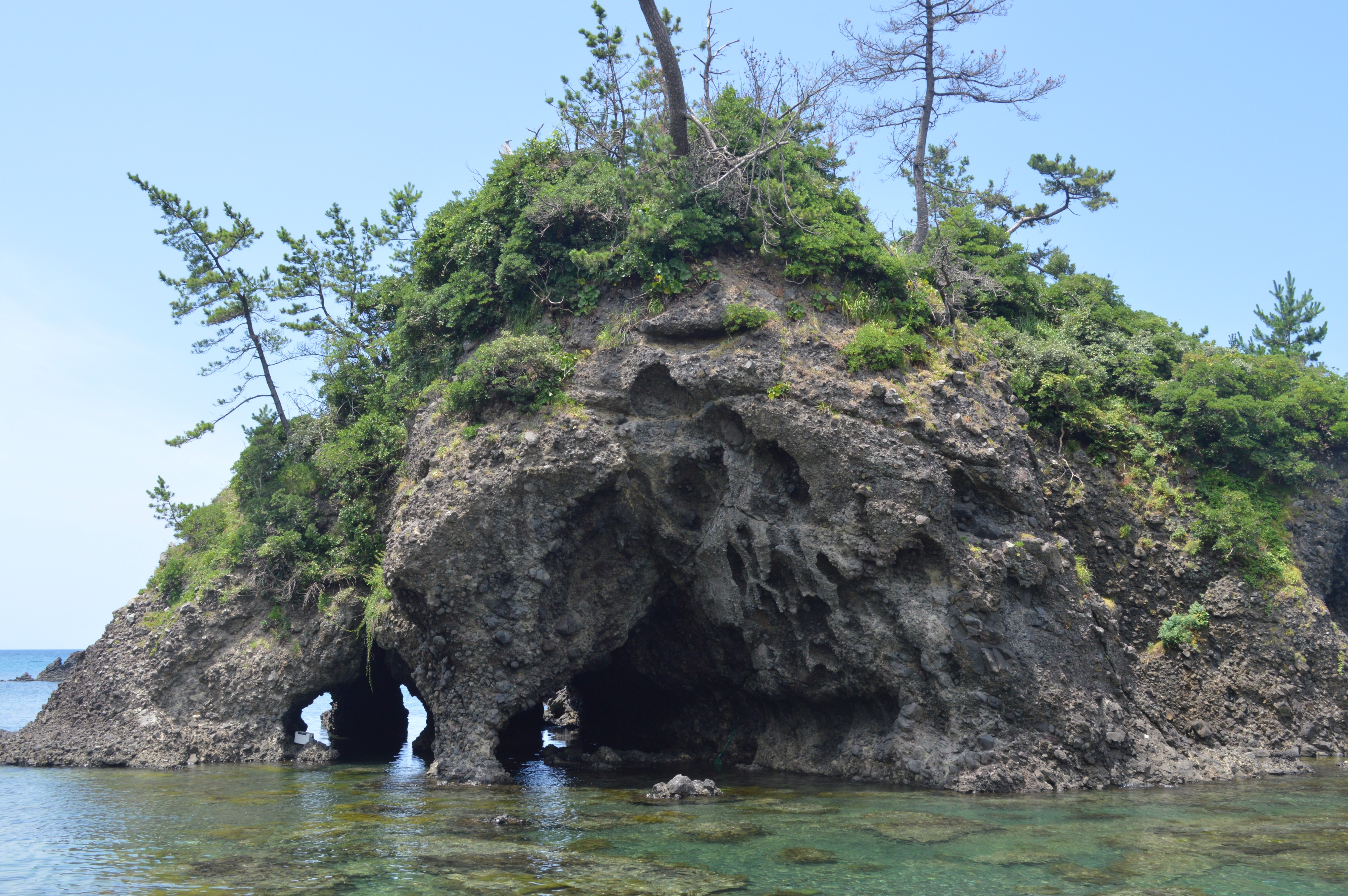
城岩

## 歴史

### 中世

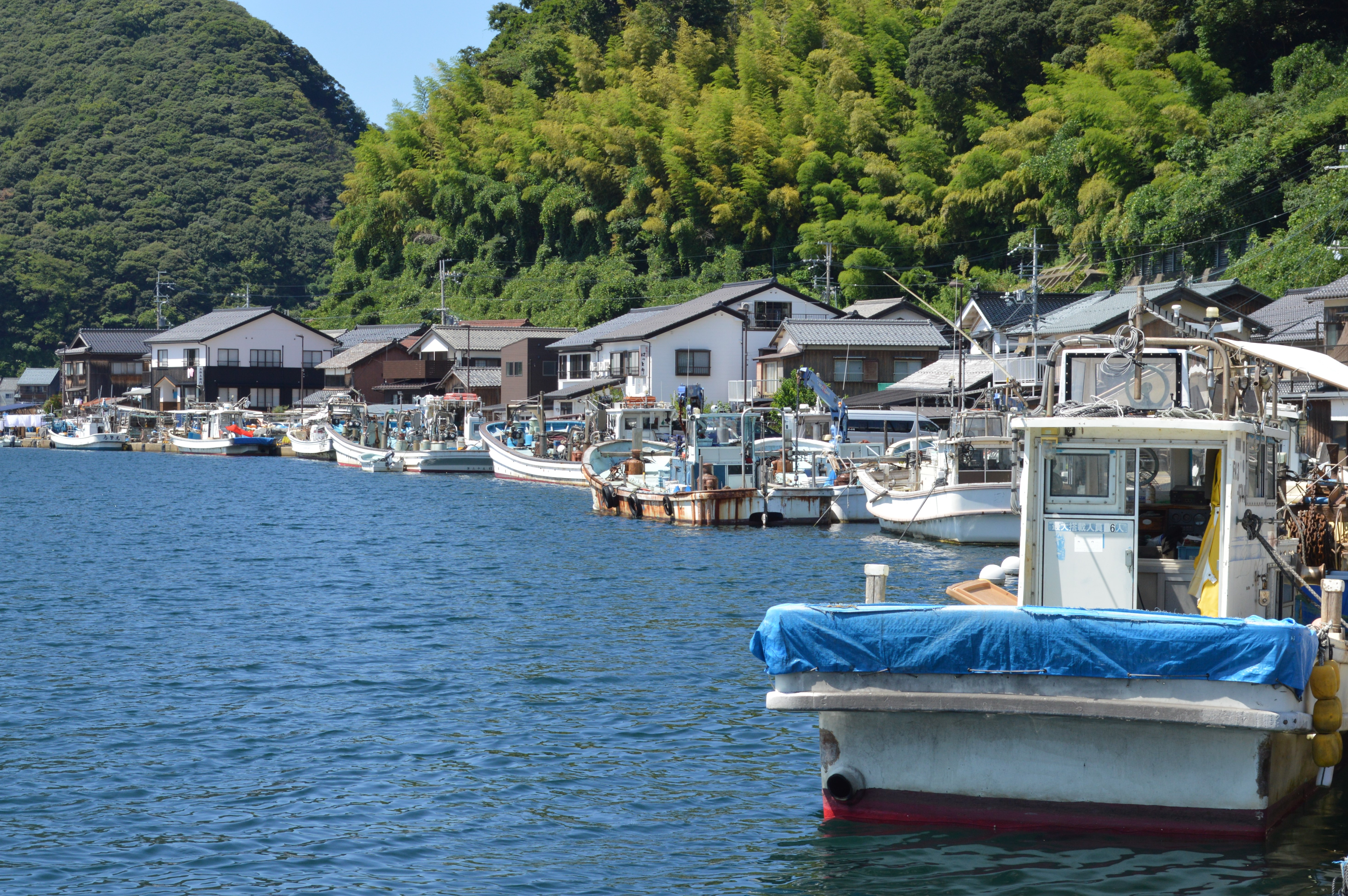
中浜に漁師が移り住んだ日向

中世には宇川保と呼ばれる地域の一部だった。「民俗文化財調査」によると、嘉吉年間（1441年～1444年）には洪水と大津波があったとされる。『京都府漁業誌』によると、室町時代中期の文亀元年（1501年）時点では20戸から30戸を有する漁村であり、耕作地は少なかったとされる。
『京都府漁業誌』によると、永正元年（1504年）頃、若狭国三方郡日向村の漁師が中浜で試漁したことを契機として、大永年間（1521年～1528年）には約30戸が他地域から移住して現在の集落の基礎となった。日向の漁師はタラの延縄漁に秀でていたとされる。もともと西側半分に集落があったが、これによって東側にも集落が形成された。

### 近世
江戸時代初期の慶長年間（1596年～1614年）には漁具の観点でも漁法の観点でも竹野郡随一とされていた。丹後国竹野郡に含まれ、江戸初期には宇川村の枝郷だったが、やがて中浜村として分村独立した。当初は宮津藩領だったが、享保2年（1717年）に幕府領となった。『延宝郷村帳』における村高は66石余、『宝永村々辻高帳』における村高は113石余、天保年間の『天保郷帳』や明治初期の『旧高旧領』における村高は113石余である。近世後期に描かれた中浜の絵図があり、宝暦年間（1751年～1764年）の制作と比定されている。

### 近代

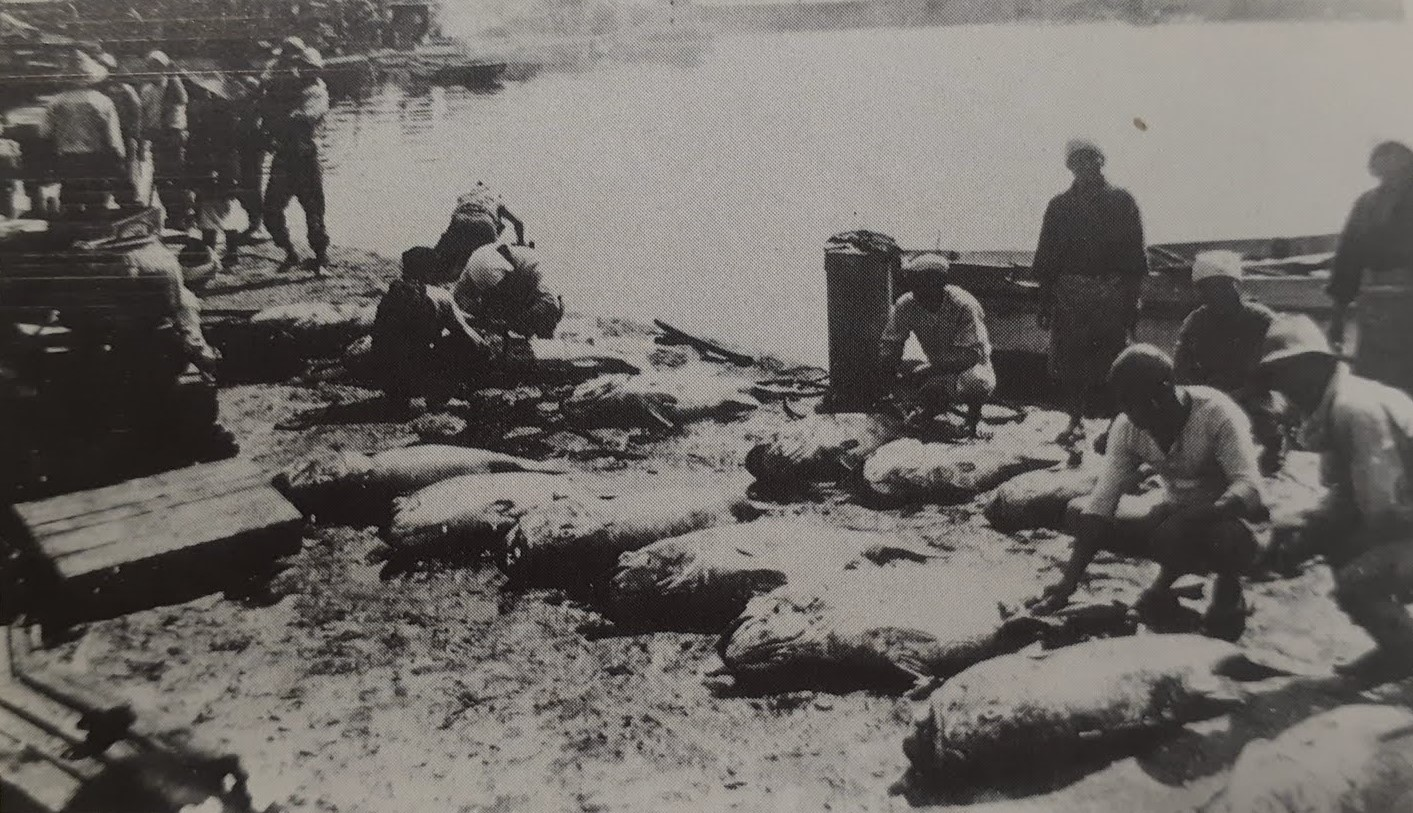
大正時代の中浜漁港

1868年（明治元年）には久美浜県の、1871年（明治4年）には豊岡県の所属となり、1876年（明治9年）に京都府の所属で落ち着いた。1875年（明治8年）から1882年（明治15年）にかけてまとめられた『共武政表』では196戸・934人を有していた。
1889年（明治22年）4月1日には町村制の施行により、中浜村・久僧村・谷内村・上野村・上山村・尾和村・袖志村の区域をもって竹野郡下宇川村が発足し、下宇川村の大字として中浜が設置された。1892年（明治25年）には170戸が焼失する大火が起こった。1901年（明治34年）には中浜郵便局が開設された。

### 現代
1955年（昭和30年）2月1日、下宇川村・間人町・豊栄村・竹野村・上宇川村が合併して丹後町が発足し、丹後町の大字として中浜が設置された。同年10月1日時点の世帯数は194世帯、人口は887人だった。1975年（昭和50年）時点の世帯数は167世帯、人口は630人だった。
2010年（平成22年）には池田修造と東村幸子による丹後地域初の美術館として、網野町浜詰にヒカリ美術館が開館した。同年には中浜地区一帯を会場として現代美術祭「日韓間人展2010 in 中浜」が開催された。過疎化が進行して増えた空き家をギャラリーとして活用し、新たな価値を生み出そうと企画されたものである。国内外から陶芸や舞踊など12名のアーティストが招かれており、サウンド・アーティストの鈴木昭男によるインスタレーションなども設置された。2013年（平成25年）や2014年（平成26年）に開催された現代美術祭「茜色の祭典」でも中浜漁港などが会場となっている。

## 産業

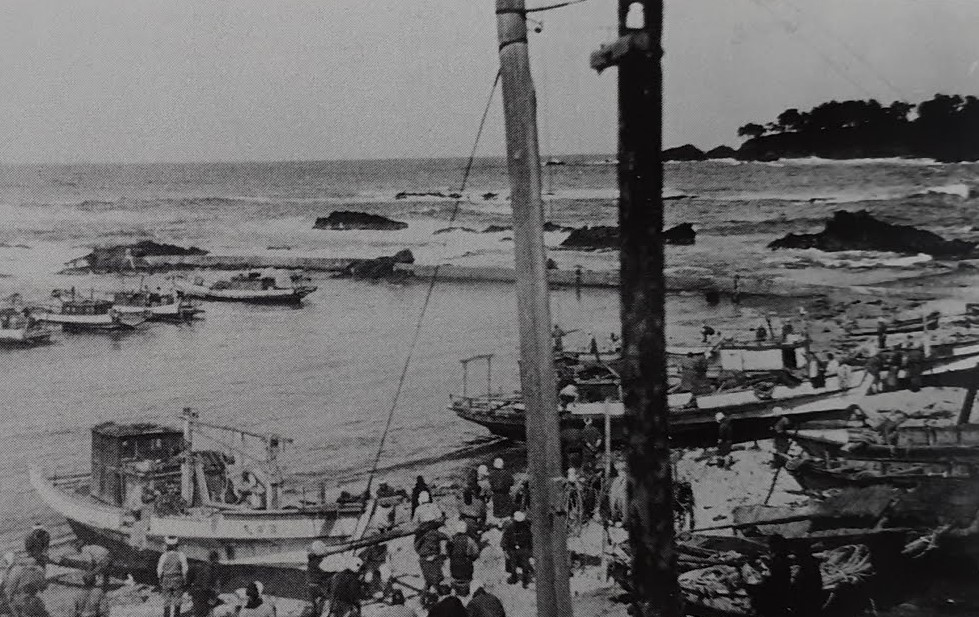
1921年頃の中浜漁港

### 漁業
近世の中浜では、延縄漁を主として磯見漁（磯窺漁）も行われていた。江戸初期にはタラ・つのじ（ホシザメ）・サメ・カレイなどを漁獲していた。1875年（明治8年）から1882年（明治15年）にかけてまとめられた『共武政表』では68隻の船を有していた。延縄漁では大量のイワシやコウナゴを餌として使うため、これらの魚が入手しづらくなると延縄漁は衰えた。
丹後半島の北岸には半農半漁の集落が多いが、中浜はこの地域では珍しく漁業専業の村であり、中浜は冬季に出稼ぎを行うことがない。大正時代から昭和時代にかけては一本釣などの漁法も行われ、イカやサバなどの漁獲も多かった。戦前には7馬力から8馬力の動力船に4隻の一本釣船を積み、沖合に出てから一本釣船を下ろして漁をしていた。この方法で動力船の少なさを補い、遠方では石川県北部の能登半島沖まで出かけている。
経ヶ岬灯台に近いという地理的条件もあり、1951年（昭和26年）には中浜漁港が第4種漁港（避難港）の指定を受けた。1973年（昭和48年）にオイルショックが起こると、その後は漁船よりも釣船（遊漁船）が主となっている。中浜の主要な産業は農業ではなく漁業であり、一時期には機業を副業とする動きもあったが、漁業の勢いが復活しつつある。

## 教育

### 中浜小学校（1874年～1925年）

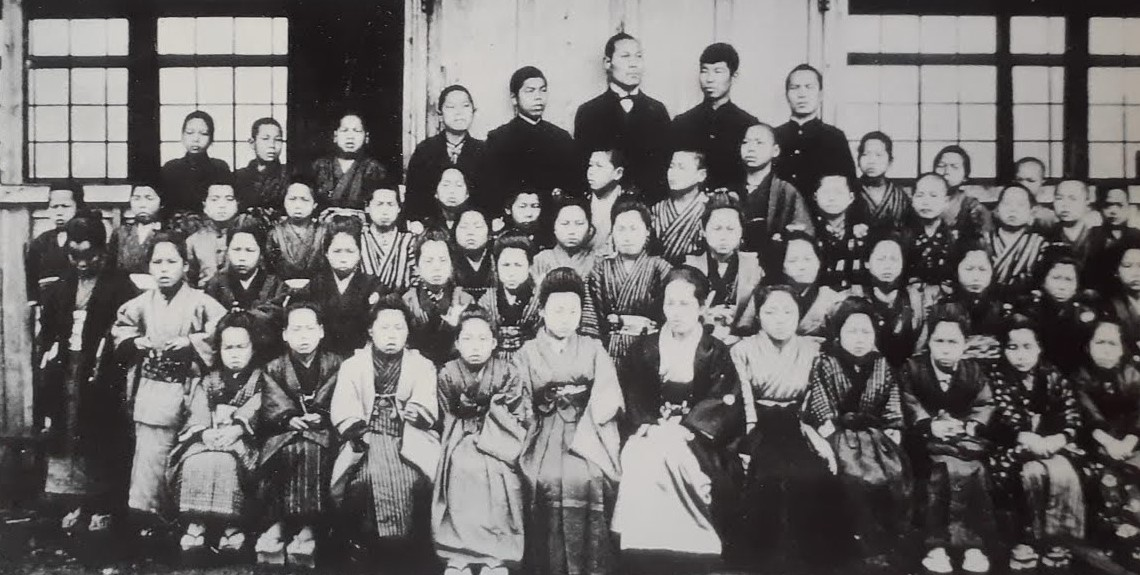
1906年の中浜尋常高等小学校

1874年（明治7年）6月22日、中浜・上野・車野・久僧・谷内・上山を校区として、中浜の福聚院本堂及び観音堂で中浜校が開校した。1877年（明治10年）1月には中浜校が浄念寺に移転し、1880年（明治13年）3月には久僧の松サキに校舎を新築して移転した。1886年（明治19年）には中浜尋常小学校に改称した。
1894年（明治27年）7月には中浜に上宇川・下宇川2ケ村組合立宇川高等小学校が設置されたが、1904年（明治37年）5月には中浜尋常小学校に高等科が設置されて中浜尋常高等小学校に改称し、宇川高等小学校は廃止されている。1905年（明治38年）9月2日には中浜尋常小学校の新校舎が落成した。

### 下宇川小学校（1925年～1975年）
1925年（大正14年）4月には中浜尋常小学校と袖志尋常小学校が合併して下宇川尋常高等小学校が発足し、中浜尋常小学校が本校と、袖志尋常小学校が分教場となった。1926年（大正15年）12月20日には下宇川尋常高等小学校の新校舎が竣工した。
1945年（昭和20年）4月3日から太平洋戦争終戦後の10月まで、丹後町立下宇川国民学校は京都市の葵国民学校から学童疎開を受け入れている。1975年（昭和50年）3月には学校統廃合によって丹後町立宇川小学校が設立され、丹後町立下宇川小学校が閉校となった。

## 施設
- 中浜郵便局 - 中浜ではなく久僧に所在する近畿地方最北端の郵便局。
- 旧中浜郵便局 - 畑中家は江戸時代前期に酒造業を創業した家である。1903年（明治36年）頃に畑中家の主屋が竣工し、明治期から1972年（昭和47年）頃までは主屋東側の洋風建築部分が特定郵便局としても使用された[4]。全国的に見ても数少ない特定郵便局舎の遺構であるとされる[4]。畑中家は竹野酒造の前身となった酒蔵の一つである[4]。
- 中浜多目的集会施設 - 旧称は中浜区民会館。下宇川ふるさとレスキューの本部となっている。
- 中浜漁港 - 京都府唯一の第4種漁港（避難港）。
- 京都府漁業協同組合下宇川営業所
- 宇川漁村センター
- 中浜海水浴場

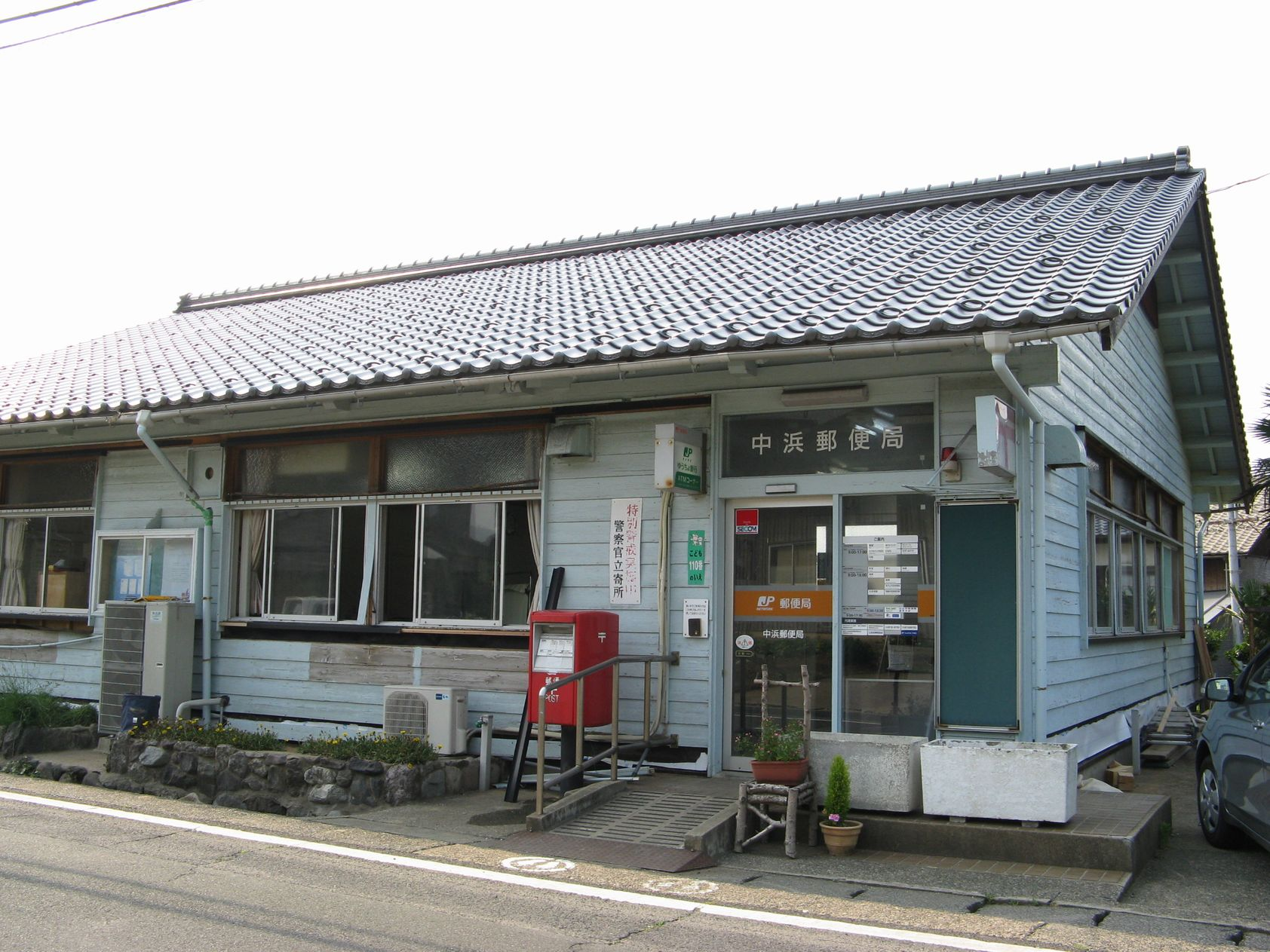
中浜郵便局
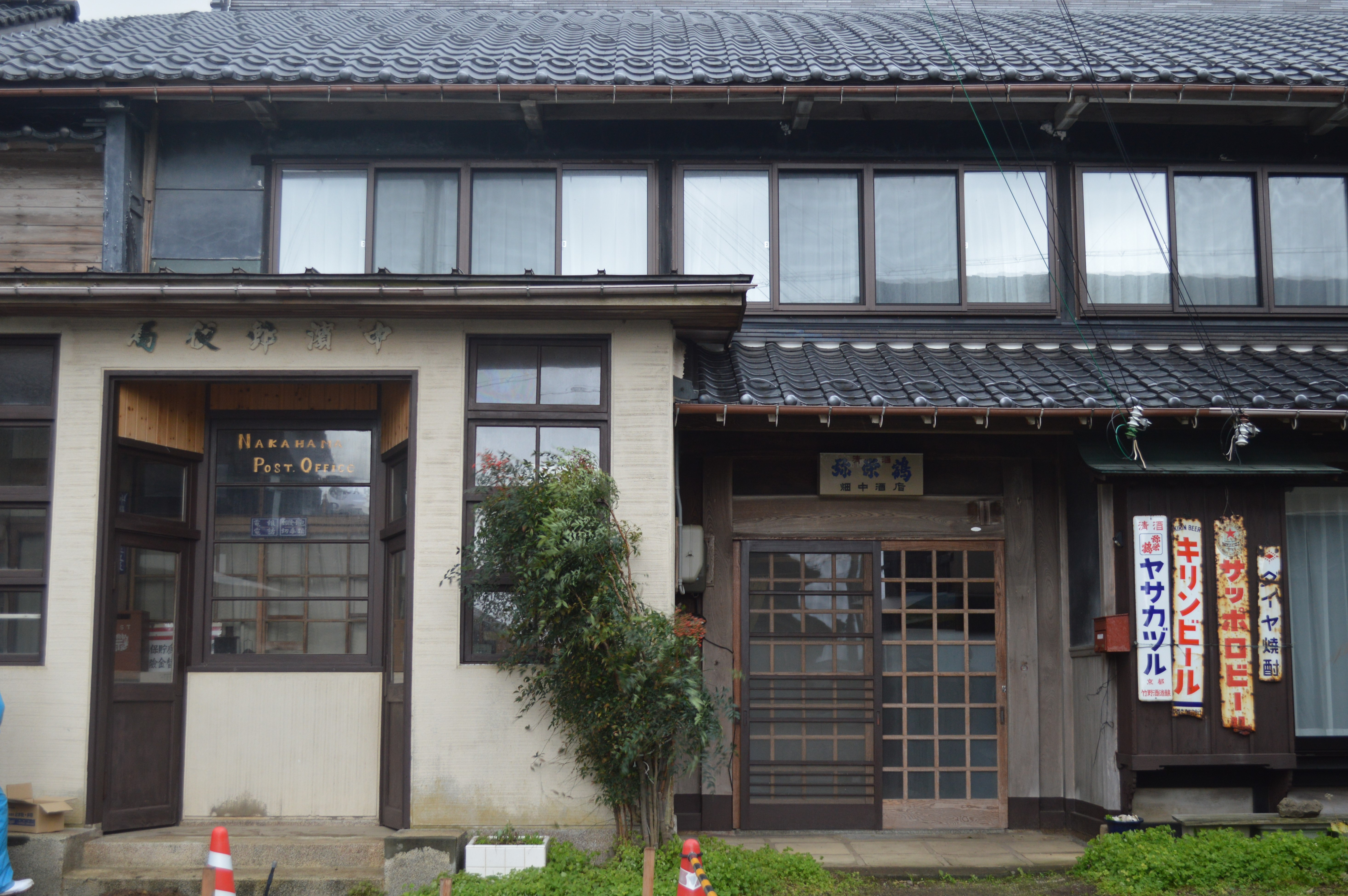
旧中浜郵便局
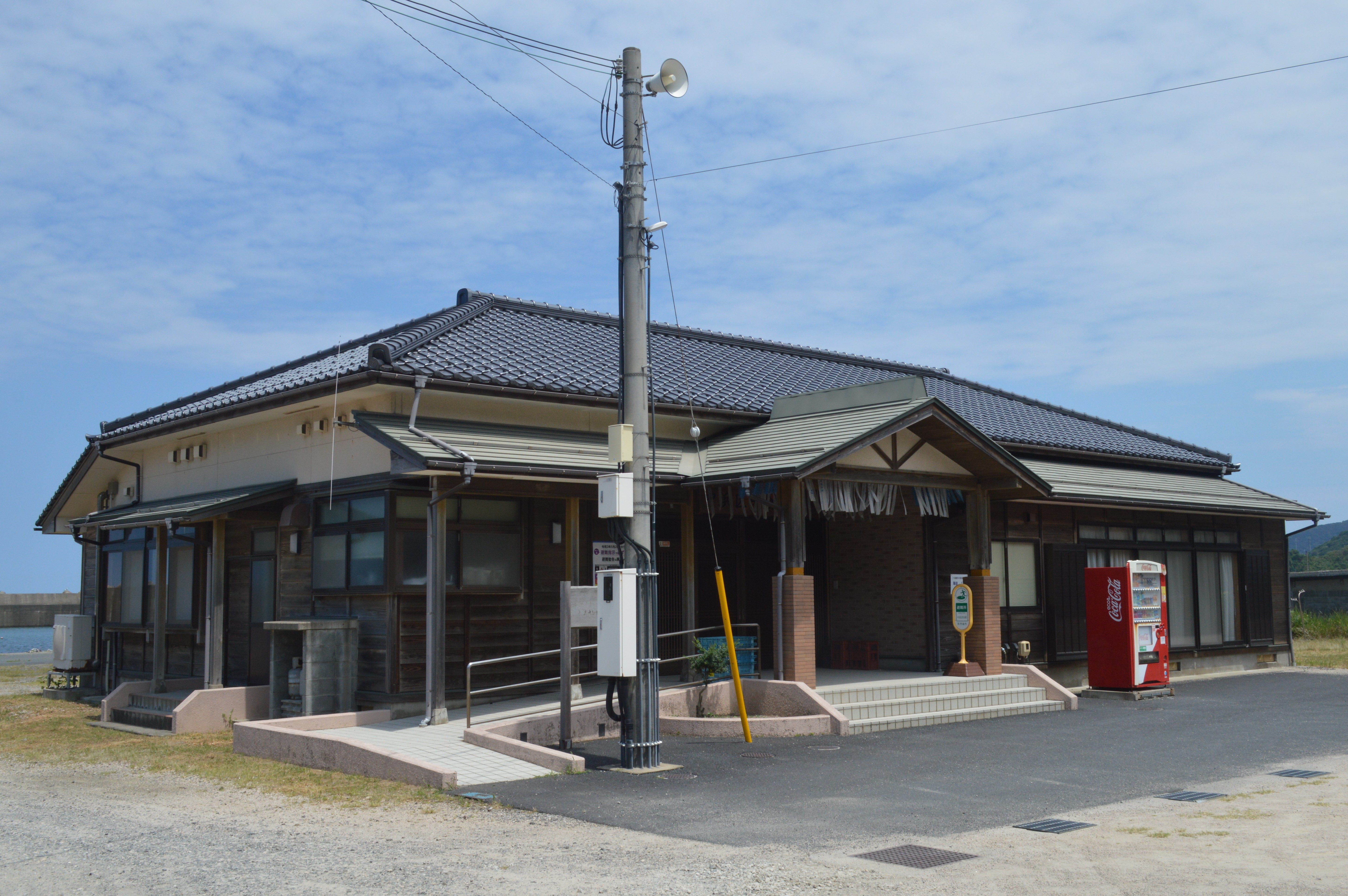
中浜多目的集会施設
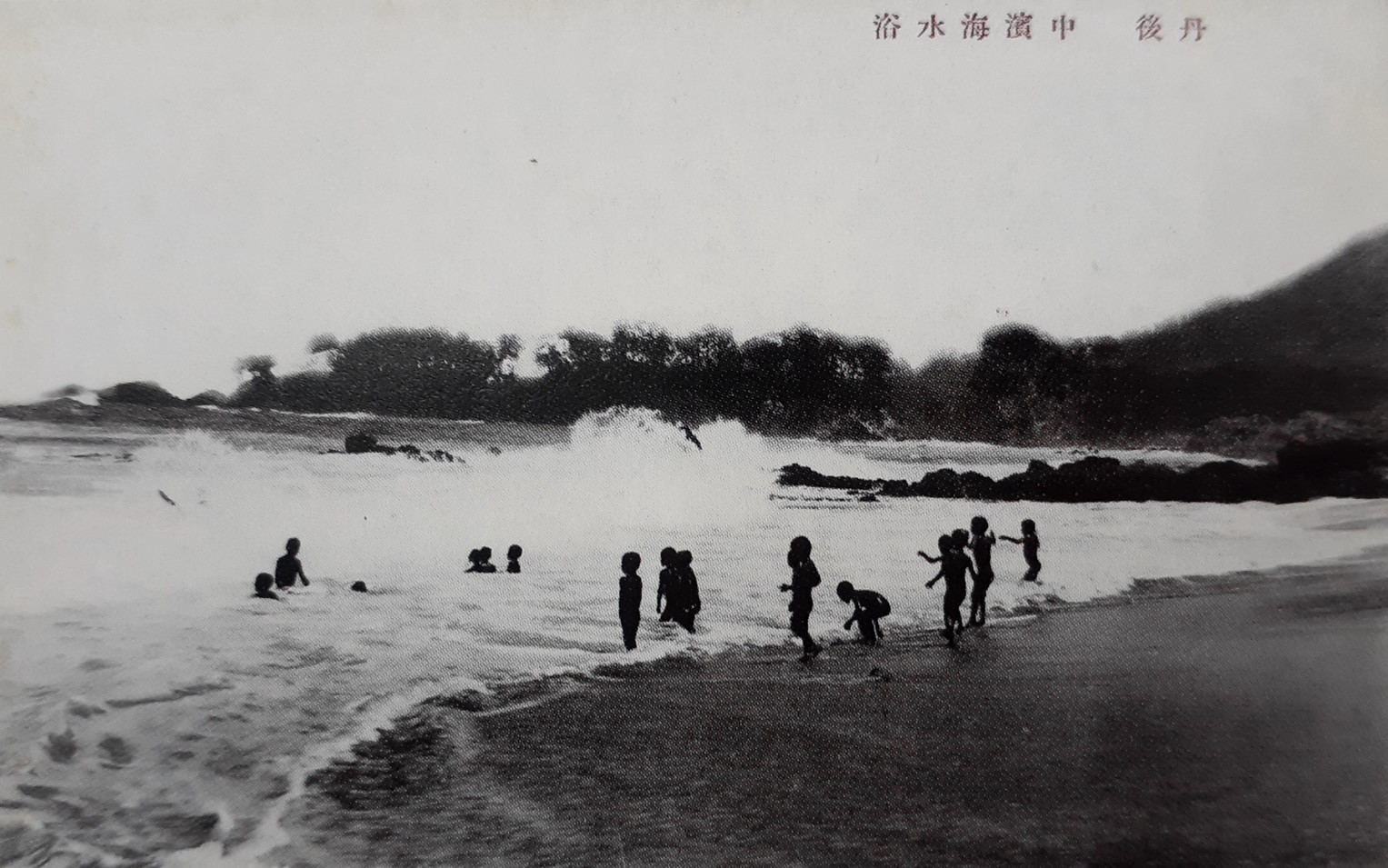
中浜海水浴場

## 名所・旧跡
- 三宮神社 - 無格社[4]。祭神は素盞鳴命、大穴持命、少名彦命。三宮大明神とも呼ばれる[4]。文政9年（1826年）9月、1907年（明治40年）10月に社殿を建て替えた[4]。
- 大野神社 - 大野山に鎮座する[6]。中浜の氏神であり旧村社[6]。『延喜式神名帳』の大野神社に比定される式内社の論社[6]。祭神は宇気持神、大荒田別命、賀具土神、天照皇大神、須佐廼男神[6]。1912年（大正元年）時点では197戸の氏子がいた[6]。
- 一万度明神 - 一万度岩に鎮座し、地元では「イチマンドウ」などと呼ばれる[3]。船玉とも呼ばれ、漁師に信仰される[7]。
- 福聚院 - 曹洞宗通玄派の寺院[4]。山号は慈眼院[7]。本尊は聖観音菩薩座像。貞享3年（1683年）創建とされ、元禄年間（1688年～1704年）に現在地に移ったとされる[4]。
- 浄念寺 - 浄土真宗の寺院[7]。山号は聖灯山[7]。本尊は阿弥陀如来。伝承によると本願寺8世の蓮如上人が創建[7]。享禄2年（1529年）3月28日、若狭国の漁師が中浜に移った際に寺も現在地に移った[4]。

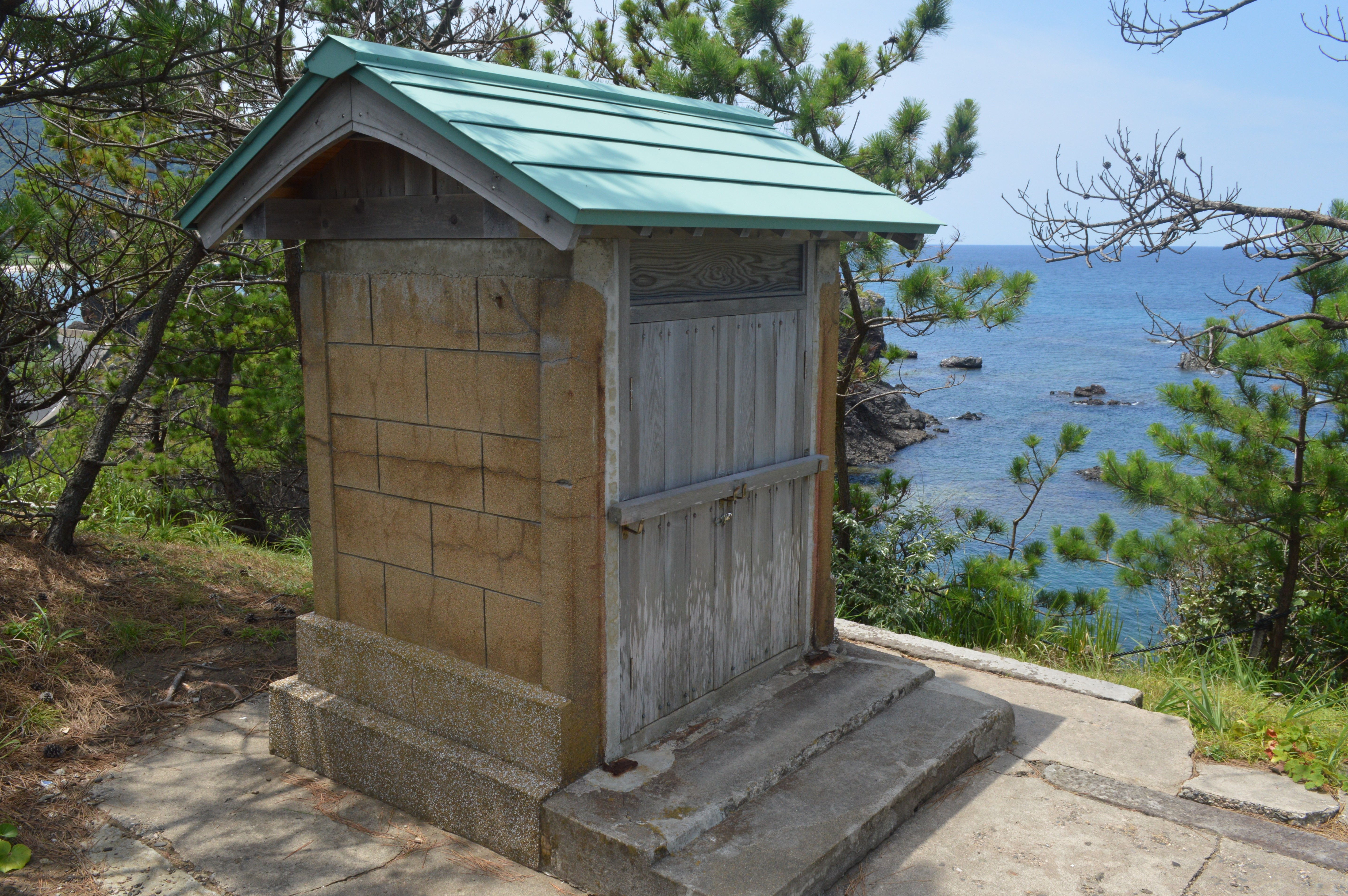
一万度明神
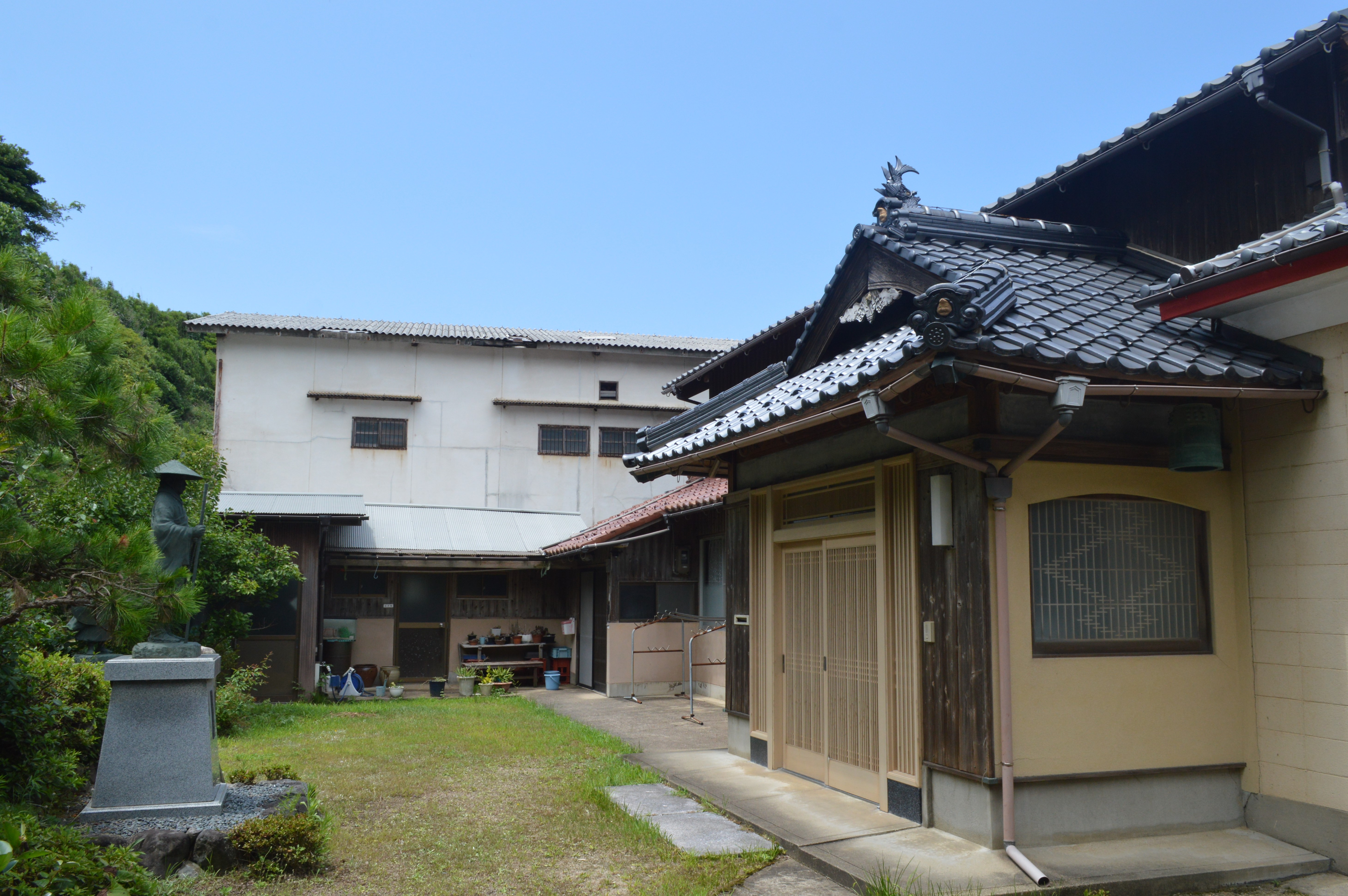
浄念寺

## 出身者
- 池井保 - 詩人・教育者。丹後町立虎杖小学校でへき地教育を実践し、1977年（昭和52年）に『亡び村の子らと生きて』を著した。